# 윌리 파슨스
윌리 파슨스(Willy Parsons, 1959년 9월 18일 ~ )는 미국의 배우, 영화배우이다.

## 영화
- 낫씽 투 루즈 (1997년)
- 트랜서 2 (1991년)
- 베트남 텍사스 (1990년)
- 가디언 (1990년)
- 워 댄싱 (1989년)